# Liste der Fließgewässer im Flusssystem Schondra
Die Liste der Fließgewässer im Flusssystem Schondra umfasst alle direkten und indirekten Zuflüsse der Schondra, soweit sie namentlich auf 
- BayernAtlas der Bayerischen Staatsregierung (Hinweise) oder im
- Verzeichnis der Bach- und Flussgebiete in Bayern – Flussgebiet Main des Bayerischen Landesamtes für Umwelt, Stand 2016 (PDF; 3,3 MB)

aufgeführt werden und zusätzlich einige dort namenlose.
Wenn sich der Gewässername nach dem Zusammenfluss zweier Gewässerabschnitte ändert, werden die beiden Zuflüsse als Quellzuflüsse separat angeführt, ansonsten erscheint der Teilabschnittsname in Klammern. Die Längen- und Einzugsgebietsangaben werden auf eine Nachkommastelle gerundet, die Werte sind entweder direkt der zweitgenannten Quelle entnommen oder unter möglichst weitgehender Übernahme daraus und zusätzlichen Abmessungen auf der erstgenannten Quelle ermittelt (dann mit „ca.“).
Die Fließgewässer werden jeweils flussabwärts aufgeführt. Die orografische Richtungsangabe ist relativ zum direkt übergeordneten Gewässer.

## Schondra
Die Schondra ist ein rechter Zufluss der Fränkischen Saale. 

## Einzugsgebiet

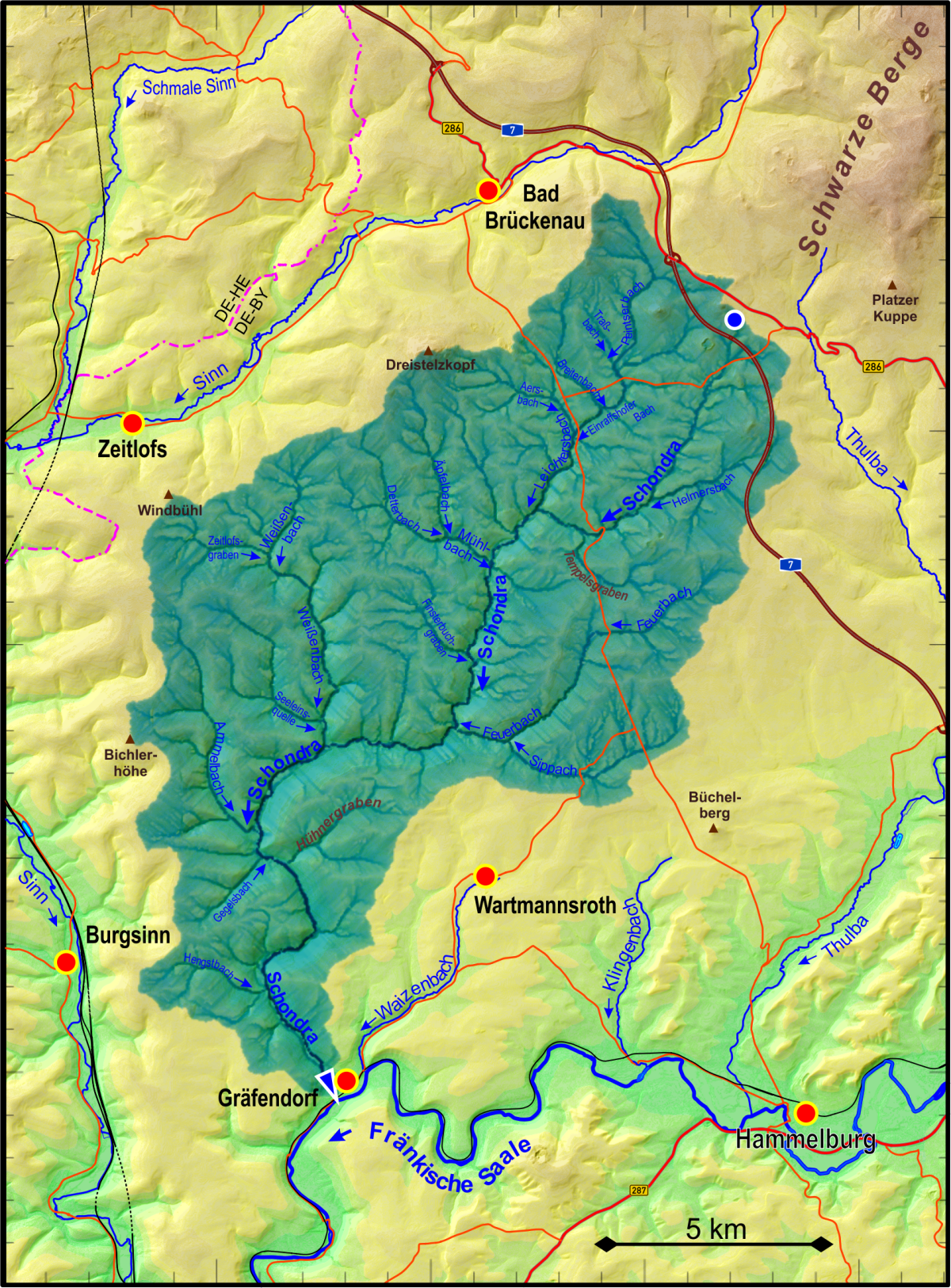
Einzugsgebiet der Schondra

Sie ist 31,3 km lang und hat ein 164,3 km² großes Einzugsgebiet.

## Zuflüsse
Direkte und indirekte Zuflüsse der Schondra
- Helmersbach (links), 3,3 km und 5,8 km²
- (Bach aus dem Tempelsgraben) (links), 3,1 km und 2,2 km²
- Leichtersbach (rechts), ca. 3,5 km auf dem Namenslauf und 8,3 km auf dem Hauptstrang Peintserbach → Einraffshofer Bach → Leichtersbach sowie 25,1 km²
  - Aersbach (Heiligenhutsbach) (rechter Oberlauf), ca. 1,5 km und ca. 3,5 km²
  - Au (linker Oberlauf), ca. 0,9 km und ca. 1,0 km²
  - Einraffshofer Bach (links), ca. 2,6 km und ca. 4,7 km²
    - Peintserbach (rechter Oberlauf), ca. 3,3 km und ca. 5,3 km²
    - (Bach aus dem Pommersreut) (rechter Oberlauf), ca. 2,3 km und ca. 2,4 km²
    - Traßbach (rechts), ca. 1,8 km und ca. 1,6 km²
    - Breitenbach (rechts), 3,7 km und 2,8 km²
- (Bach von der Lindenwiese) (rechts), 2,5 km und 2,7 km²
- Detterbach (rechts), 2,5 km und 2,7 km²
  - Äpfelbach (links), 2,4 km und 4,8 km²
- (Bach vom Feuerkopf) (links), 1,4 km und 0,6 km²
- Finsterbuchgraben (rechts), 1,6 km und 3,9 km²
- Sippach oder Feuerbach  (links), 1,4 km und 18,5 km²
  - Feuerbach (rechter Oberlauf), 6,9 km und 9,6 km²
  - Sippach (linker Oberlauf), 4,8 km und 7,6 km²
- Weißenbach (rechts), 8,1 km und 25,4 km²
  - Zeitlofsgraben (rechts), 3,1 km und 4,4 km²
  - (Bach von der Seeleinsquelle) (rechts), 1,5 km und 6,3 km²
- Ammelbach (rechts), 6,2 km und 9,4 km²
- Gegelsbach (rechts), ca. 2,5 km und ca. 2,6 km²
- Ringgraben (links), ca. 0,7 km und ca. 1,5 km²
- Hengstbach (rechts), ca. 1,2 km und ca. 3,4 km²

## Flusssystem Fränkische Saale
- Fließgewässer im Flusssystem Fränkische Saale